# Parroquia San Isidro Labrador (Vázquez de Coronado)
La parroquia San Isidro Labrador es un templo religioso de culto católico y parroquia bajo la advocación de San Isidro Labrador del cantón de Vázquez de Coronado, en Costa Rica.
El templo existente fue terminado alrededor de 1935 en estilo neogótico es un referente para la ciudadanía de Coronado y una visita obligada para todo aquel que llegue a esa ciudad. Los archivos parroquiales recogen apuntes en sus libros desde 1878.

## La Iglesia

### El nacimiento de la iglesia
Los primeros datos que se pueden encontrar sobre el primer lugar de oración de los que hoy es el templo de San Isidro se hallan en el archivo de la Curia Metropolitana. En el libro de mayordomía de San Isidro de los años 1864 y 1867 describe como primer lugar de oración una pequeña capilla que se encontraba entre San Antonio y Guayabal. En el inventario de 1886 figuran los siguientes bienes, 

Un oratorio de 25 m de largo con su sacristía, un Santo grande en el altar, un Cristo, una imagen pequeña de la Concepción, dos ramos de flores de mano con sus hojas plateadas, cuatro floreros de porcelana dorada, ocho candeleros de cobre, dos bombas de cristal, cuatro linternas, seis pantallas, un atril, una alfombra de tres varas, una silla para casar, dos manteles largos de altar, uno con listón y otro sin nada, otro con galón de oro, tres albas, una toalla de púlpito, dos casullas, dos amitos, cuatro corporales, un copón, una custodia , un misal, un bonete, un Cristo de Sacristía, un San Isidro pequeño con sus bueyes, carreta y arado, en urna de vidrio, las andas del santo grande, la cómoda de la sacristía, un lavatorio, un hostiario de lata, tres platillos con sus vinajeras, un campanario con sus dos campanas...

.
En 1862 los vecinos comunican al obispado sus deseos de construir una iglesia y piden que se nombre una comisión que se encargue de estudiar y determinar el punto más apropiado para su construcción.
Formaron parte de a comisión el cura de San José Nereo Bonilla y el ingeniero Francisco Kurtze. Decidieron que la mejor ubicación para el futuro templo era el punto central de una llanura sobre la que esta asentada la ciudad. Los vecinos, deseosos de la rápida construcción del templo, ofrecieron materiales de construcción de los que normalmente se utilizaban, sobre todo madera. El ingeniero indicó que el proyecto debía de ser duradero y estar construido con materiales que aguantaran el paso del tiempo, con piedra y buenos cimientos.
El mismo año de 1862 se obtuvo el permiso de construcción y comenzaron los actos para conseguir los fondos necesarios para realizar la misma.
En 1864 se pagan los planos, que costaron 8 escudos, y cuando entra el nuevo mayordomo, Prudencio Cordero, en 1866 ya había 255 escudos en octubre y acaba ese año con 379.
Durante el año siguiente se sigue recogiendo donativos, estos ya no solo son en metálico, sino también en especias, se recogen cerdos, maíz, leña...
La iglesia era el centro de la vida social de cualquier urbe. Servía de escaparate para mostrar su estatus económico y social y una de las formas de realizar dicha demostración era el realizar generosas aportaciones a la congregación.
El día 21 de noviembre de 1880 se inauguró la nueva iglesia. Para su atención se desplazaron sacerdotes de la parroquia vecina de San Vicente que fueron los que echaron a andar el nuevo templo.
Con un aspecto sólido, con arcos de medio punto en sus puertas y ventanas, columnas adosadas a los muros recordando el estilo renacentista, con el tejado a dos aguas y un aportada enmarcada por dos torres y entre las cuales se levantaba otra, en forma de segmento de círculo, en donde se ubicaba el reloj. Tenía puertas laterales y la principal mirando al oeste.
Un año después de la inauguración, en 1881, José Victoriano Mayorga toma posesión como titular de la nueva iglesia. Se la entrega Luis Hidalgo. La descripción que realiza de la misma y que está guardada en sus archivos es dice... 

el Templo de calicanto con una sacristía a la derecha y una capilla a la izquierda, en la parte anterior un coro y un frontispicio, en la posterior el techo forrado en madera en forma de bóveda y decentemente pintado al óleo.

La Iglesia contiene el presbiterio y éste, el altar mayor de madera pintado al óleo y adornado con reglas doradas colocadas con esmero y gusto, éste contiene en su centro una custodia de plata sobredorada preciosamente fabricada, en la parte superior está la Virgen Niña y en la inferior el tabernáculo donde se conserva la Sagrada Eucaristía, sobre la mesa y en su centro está un ara de piedra común.

En el mismo presbiterio esta una mesita redonda que sirve de credencia y el presbiterio está limitado por una baranda de hierro y madera pintado al óleo, color verde, el pulpito de madera pintada al óleo, color azul, adornado con reglas doradas en la parte superior, tiene un torna voz simétricamente colocado, a continuación y siguiendo la nave principal están colocados a derecha e izquierda dos confesionarios de madera de cedro, y tienen sus dos estolas moradas para administrar el sacramento de la penitencia, hay además un reclinatorio de las hijas de María y un reloj a la derecha que sirve para señalar las horas de la adoración perpetua del Santísimo Sacramento, cuatro pilas que sirven para contener el agua bendita en la nave de la derecha de la iglesia en la parte interior está el altar donde se conserva la imagen del patrón (San Isidro). Titular en el extremo posterior y debajo del coro, está el baptisterio que contiene la pila bautismal, su base calicanto y su copa piedra de roca en la nave de la izquierda en la parte anterior esta un altar donde se conservan las sagradas imágenes de Jesús Crucificado, Nuestra Señora de Dolores y San Juan Evangelista, sobre las paredes de la iglesia están colocados los varios pasos del vía crucis, de la bóveda principal cuelgan tres arañas de cristal, de roca cerca de la puerta del perdón está una mampara pintada al óleo de color blanco, en la torre de la derecha están colocadas las tres campanas, en el coro se conservan y veneran las imágenes de Nuestro Señor Jesucristo con el título del triunfo del Nazareno, del Resucitado, y de las de Nuestra Señora de Soledad y de Betlen de San Pedro y la Magdalena, la Capilla del lado derecho contiene el altar de madera pintado al óleo color blanco y contiene la imagen de la purísima Concepción, al lado derecho de la Capilla está una cómoda.

Esta iglesia funcionaba como una sucursal de la parroquia de San Vicente pero los feligreses deseaban tener su propia parroquia. Recogiendo este sentir el cura José Victoriano Mayorga escribe al obispo pidiéndole su conversión en parroquia. El 10 de agosto de 1881 hace llegar el siguiente mensaje al Gobierno Eclesiástico de la Diócesis de San José; 

...con motivo de no estar esta iglesia erigida en Parroquia, ni ser una de las señaladas, en el Edicto Episcopal, para hacer las visitas, condición preciosa para ganar el Jubileo Santo: mas presentándose el inconveniente para muchos vecinos de ésta, que por razón de la distancia no podrían ir a cumplir con este requisito en la Parroquia de San Vicente, cuya filial es ésta, sin exponerse a sufrir detrimento alguno en sus personas o bienes: suplico al señor secretario se digne impetrarnos la licencia necesaria para que estos fieles vecinos puedan, practicar sus visitas y ganar el Santo Jubileo...

La respuesta del obispado llegaría el 29 de diciembre y sería positiva. Se dividía la parroquia de san Vicente en dos, una de ellas era de la San Isidro y se nombra a Mayorga párroco de la misma. El 1 de enero de 1882 se bautiza la parroquia de San Isidro. El acta es firmada por Mayorga que mantuvo el cargo hasta el 20 de junio de 1887.

### El nuevo templo
En 1910, un terremoto daña el edificio. La pared del lado este queda en mal estado y se plantea la posibilidad de tirar toda la iglesia y levantar una nueva. Entre todas la discusiones y propuestas se aprueba la de construir un nuevo templo. Se le comunicó a la ciudadanía con las siguientes palabras; 

... si Raventós hizo ese magnifico teatro vendiendo agua, el pueblo de San Isidro podrá hacer su iglesia vendiendo leche con agua.

En 1921, los feligreses de la parroquia de San Isidro se dividieron y una parte de ellos se posicionó en contra del párroco Elías Valenciano. El problema concluyó con la llegada del nuevo cura Carlos Meneses dos años más tarde y la idea de la construcción de un nuevo templo. Cuando Meneses renuncia y es sustituido por el párroco Rubén Fernández la idea de la construcción de un nuevo edificio se mantiene firme.
Rubén era un cura joven que ya había demostrado sus inquietudes de cambios en su destino de la Parroquia de San Juan de Tibás en donde había hecho obras imponentes.
En febrero de 1924, se iniciaron las actividades para formar el capital que sustentaría los gastos de la construcción.
El 6 de junio de 1928, el Pbro. Rubén Fernández fue nombrado miembro propietario de la Junta de Educación del Distrito Central por la Municipalidad del Cantón de Vázquez de Coronado y fue el presidente de la Junta Edificadora para la construcción del nuevo templo de Coronado.
El párroco habló con varias personas para formar el equipo técnico destinado a la ejecución de la obra.
El arquitecto quien diseñó el templo y realizó los planos fue Teodorico Quirós. Conocido también como "Don Quico", nació en San José el 28 de agosto de 1897,  en 1916 viajó a Estados Unidos a estudiar arquitectura en el Instituto Tecnológico de Massachusetts (MIT). Regresó a Costa Rica en 1921 , además de la Iglesia de San Isidro de Coronado, fue responsable de la Iglesia de Aserrí, San Rafael de Escazú y Ciudad Quesada, del Palacio Municipal de Cartago y de la Escuela Omar Dengo, entre otros edificios existentes; además, tuvo a su cargo la preservación de las iglesias de Ujarrás y de Orosí. Como docente, fue nombrado decano de la Facultad de Bellas Artes al fundarse la Universidad de Costa Rica.
El ingeniero fue Jacinto Rodríguez Ocampo  Con él colaboró W.G. Luis Kowner.
El estilo elegido para la construcción es el gótico, sería una iglesia neogótica, y se utilizaría la solución técnica de dotarla de un armazón de metal, como ya se había hecho con el templo parroquial del cantón de San Ramón en la provincia de Alajuela.
En 1925 comienzan las acciones recaudativas para conseguir los fondos necesarios. El padre Koch negocia con la casa alemana Krupp la adquisición de la estructura de metal. En 1928 ya esta finiquitada la adquisición de dicha estructura con Krupp & Cia.

#### Colocación de la 1.ª piedra
Una vez derruida la vieja iglesia y preparado el terreno que ocupaba. El 18 de mayo de 1930 se coloca la primera piedra. El acto fue presidido por el Excmo. Sr. Arzobispo y el presidente de la república Cleto González Víquez.
La piedra, un bloque cuadrado de mármol de 92cm de lado, llevaba las inscripciones siguientes:
- Primera cara: "Piedra angular del nuevo templo dedicado a San Isidro Agricultor".
- Segunda cara: "Año del Señor 1930, 18 de mayo".
- Tercera cara: "Don Rafael Otón Castro y Cleto González Víquez".

En el centro de la piedra se depositó un tubo de metal con un acta de la ceremonia y monedas de oro y plata.

#### El gótico, el estilo de la nueva iglesia
En contraste con la vieja construcción de ladrillo de estilo colonial con sabor renacentista, se decidió que el nuevo templo fuera gótico, como el de Notre-Dame de París (Francia) y con columnas como las de la catedral de Colonia (Alemania).
El 25 de febrero de 1929, tras el pago de un 30% del valor de los materiales correspondientes a la estructura de acero, la empresa Krupp comienza a enviar los materiales necesarios para la construcción. Tras la adquisición de las herramientas necesarias y la preparación de la logística precisa se comienzan a excavar los cimientos en agosto. En noviembre llega a Costa Rica el armazón metálico en el vapor "Antioquia" al puerto de Puntarenas y de allí en ferrocarril hasta a Plaza Víquez y desde allí hasta su destino por carretera con ayuda del pueblo.
Las piezas del armazón llegaron en carretas de bueyes que todos los vecinos de Coronado y de los pueblos de alrededor cedieron, hubo noches que había más de 50 carretas trabajando en el acarreo de piezas de Plaza Víquez a Coronado.
Los cimientos, construidos a 4 metros de profundidad, fueron sendas planchas de metal de 1 x 2m sobre las cuales se iban levantando las naves. Trabajaban voluntariamente muchos feligreses que con su esfuerzo vieron como se iba alzando el hermoso templo gótico.
El arquitecto diseña techos de hormigón pero los vecinos, por temor a los sismos y el daño que pueden hacer las placas de hormigón al caer desde el techo, proponen que sean de madera. La propuesta del pueblo se recoge y se construye en madera (lo que dio el resultado buscado en los terremotos de abril y junio de 1983).
Se realizaron algunos cambios sobre el proyecto original, se eliminaron las torres y los rosetones góticos, siendo estos sustituidos por unos de estilo clásico, las ventanas se simplificaban y se agregó, una serie de ángeles en los pináculos superiores.
Se construyó la torre y se le puso el antiguo reloj (aunque con problemas por sobre dimensionar la actuación, al pasar de manejar una esfera a manejar cuatro).
Se completó la torre con las campanas necesarias. Las campanas se adquirieron en Francia a la casa
Les Fils de Georges Paccard. Se compraron, una campana de MI de 1.050 kg de peso y 1,8 m de diámetro y otra de SOL de peso 650 kg y un diámetro a la base de 1 m.
La campana de MI tiene la siguiente inscripción:

Isidora 

Gloria a Dios en las alturas. 

Los feligreses de San Isidro de Coronado

rinden homenaje de recuerdo y gratitud a sus

eximios benefactores don Ricardo Zúñiga R. 

y a su Sra. doña Beatriz M. de Zúñiga.

1937

El cura R. de J. Fernández M.

La campana de SOL:

Rafaela

Con mi voz deseo perpetuar la memoria y gratitud a:

Julián Rojas y fam.

Jerónimo Rojas y fam.

Antonio Quirós y fam.

Juan de Mata Quirós y fam.

Gordiano Montero y fam.
Higinio Vargas y fam.

Rafael Vargas y fam.

Filadelfo Corrales y fam.

1937 R. de J. Fernández M. Cura:

A finales de 1937 se consagraron las campanas en una ceremonia popular.
El 17 de noviembre de 1937 moría el alma mater del nuevo templo, el padre Rubén Fernández Meléndez, a la edad de 39 años. Se enterró en el costado sur de la iglesia y en 1945 se trasladó su tumba al interior del recinto.

## Los elementos góticos de San Isidro de Coronado
Entre los típicos elementos que se dan en el estilo gótico, en la iglesia de San Isidro de Coronado tenemos los siguientes:
- Aguja, como en el gótico tardío alemán se modifica a una sola aguja central característica notoria que presenta la Iglesia de Coronado. En ella la aguja está calada en su mayoría de motivos de trébol o estabilizaciones de estos en mampostería.

- Florón, Este elemento se aprecia coronando la aguja, los nichos de los santos y los frontones de las puertas. Consiste en una estabilización de la flor de lis.

- Triforio, en la fachada se encuentran dos. Uno corresponde al triforio interno y consiste en tres ventanas de arco ojival, y cada una de ellas con un trabajo laborioso de tracería. El otro de menor tamaño es un elemento puramente decorativo, ubicado más arriba del primero. Cabe destacar que la ubicación del triforio mayor correspondería al lugar ocupado comúnmente por el rosetón.

- Planta, está compuesta por una gran nave descompuesta en tres partes: una central y dos naves laterales. A la entrada tiene dos capillas laterales y el fondo presenta una giróla compuesta por cinco capillas. Hay dos puertas laterales para el acceso por los costados norte y sur. La fachada presenta tres puertas, una para cada nave. Los elementos de sustentación internaves son columnas. Las escaleras son de metal y se colocaron en las torres.

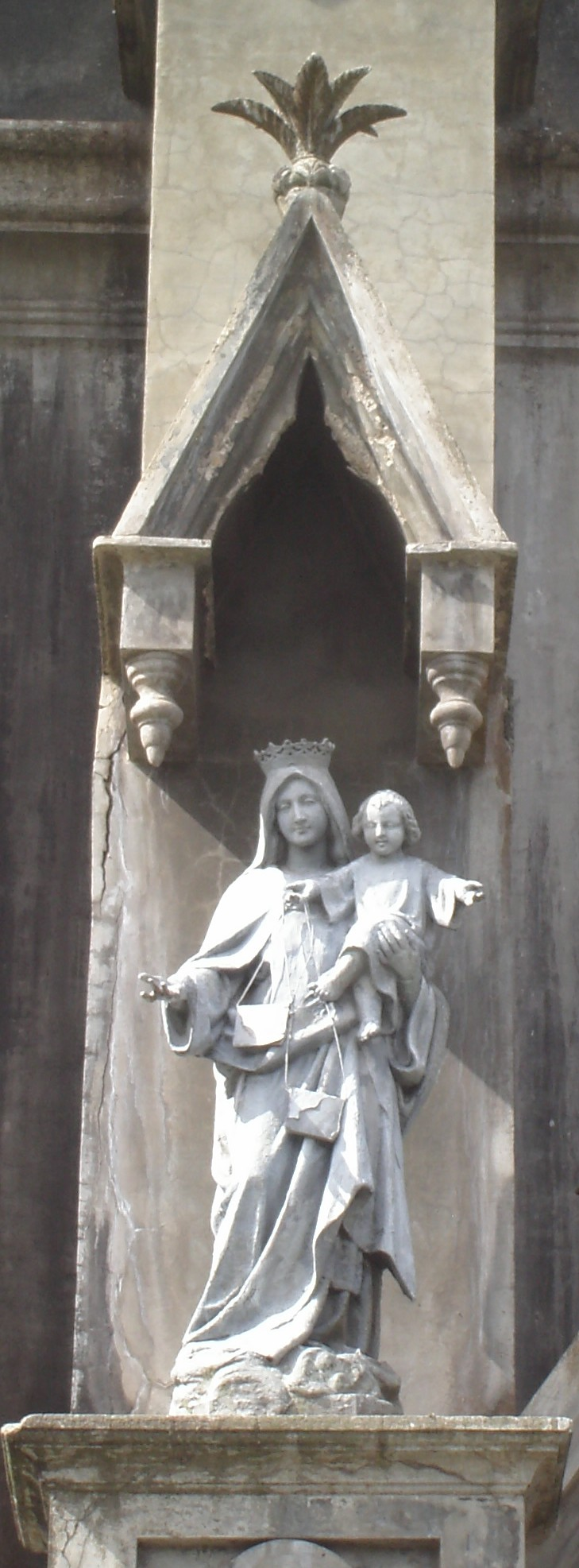
Nicho y escultura de la fachada

- Imaginería, dentro de los nichos ubicados en las seis principales columnas de la fachada, están las seis esculturas de santos, elaboradas por el escultor costarricense Néstor Zeledón Varela.

- Jambas y arquivoltas. Las jambas de las puertas laterales están formadas por tres ángeles de arquitrabe, siendo estos de diferentes formas y tamaños de los laterales.

La arquivolta consiste en tres líneas de moldura con caras de ángeles formando el típico arco ojival de las tres puertas. Enmarcando cada arquivolta se encuentra un frontón.
- En las fachadas laterales tenemos vídriales simplistas de tipo geométrico. Los tímpanos están ilustrados con sendas representaciones de la natividad y crucifixión del artesano Coronado Rigoberto Solano. Sus jambas y arquivoltas están tratados de la misma forma que en la fachada principal.

- Losa, estribos y arbotantes, además de su función estructural (que en el caso de la iglesia de San Isidro no realizan) le confieren al edificio una fisonomía gótica muy fuerte. Los pináculos están ubicadas principalmente en el remate de las columnas y la interacción de los arbotantes. Es uno de los elementos decorativos que mayor carácter gótico le confiere a la Iglesia. En las naves centrales los pináculos se sustituyen por estatuillas de ángeles.

- La girola aparece aquí conformada por cinco nichos con una pequeña bodega entre cada una de ellos, encontrándose aquí tres vitrales de carácter gótico.

- Los nichos para imaginería se aprecian adosados a los estribos de las naves laterales, así como a las columnas correspondientes a la nave central.

- Elementos decorativos. Un elemento decorativo que aparece en la fachada principal es especialmente el trébol o una estilización de éste, el cual se encuentra formado por molduras.

### Espacio interno

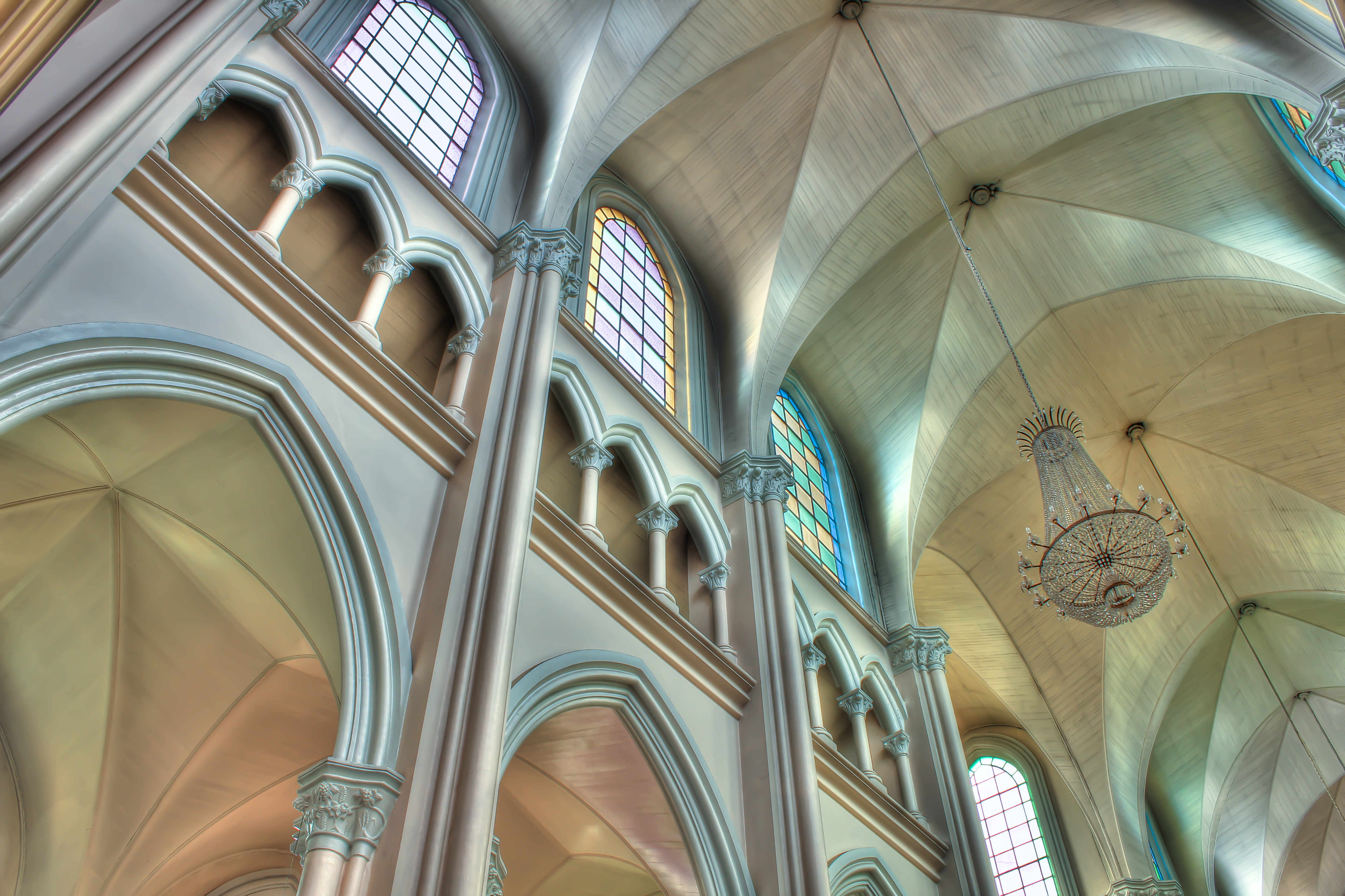
Vista del interior de la Iglesia de Coronado

En este elemento los aspectos más relevantes en las iglesias góticas son las bóvedas de crucería, las naves, los pilares o columnas y el triforio.
- Bóveda de crucería, se encuentran en todo el techo, descansando sus aristas sobre los pilares. Son simples ya que su división interna es dada solo por las dos diagonales de los extremos.

- Naves, esta iglesia consta de tres naves, una central de mayor dimensión y dos laterales divididas por las líneas de pilares.

- Pilares, son de sección en cruz como los góticos, lo único que los aleja de este estilo es la poca esbeltez del fuste, que les confiere un carácter neoclásico. Las basas son simples, los fustes están conformados por haces de columnas y los capiteles es en donde podemos encontrar mucha variedad.

Los correspondientes al acceso tienen motivos de ramas de café, así como de cuernos de la abundancia y carácter literario; los de las naves son de carácter corintio con motivos de uvas y palmas y los correspondientes al triforio son de carácter jónico.
- Triforio, galería que recorre toda la iglesia en la parte superior de las naves laterales, interrumpida solo en el espacio correspondiente al crucero que la interseca. Podemos notar aquí, el característico arco ojival.

- Nichos, todos son del mismo tamaño, siendo su disposición la siguiente: dos en la parte de acceso, uno para la pila bautismal y otro de tipo teatral sobre la crucifixión, notándose en estos dos la ausencia de ventanales. Los cinco restantes están ubicados en la girola y si tienen ventanales.

- Coro, espacio reservado para el órgano (traído de la empresa Pierre Schyven y Cie., Bruselas, Bélgica) y el coro propiamente dicho. Poco ornamentado se ubicó en la entrada de la iglesia, sobre la puerta principal.

- Rosetones, los dos correspondientes a las fachadas laterales son de gran tamaño.

- Altar, es de factura simple.

Los confesionarios los confeccionó un artesano de Coronado, Rigoberto Solano, uno, de carácter gótico, simula la fachada de una iglesia con agujas, motivos de tréboles y florones. El otro de carácter renacentista es de líneas más simples y planas. Los bancos también los realizó el mismo artista.
Se realizaron cinco vidrieras de tipo gótico que se colocaron en la girola mientras que en el resto de los ventanales se cubrieron con vidrieras simples.